# Pfarrkirche St. Peter im Moos

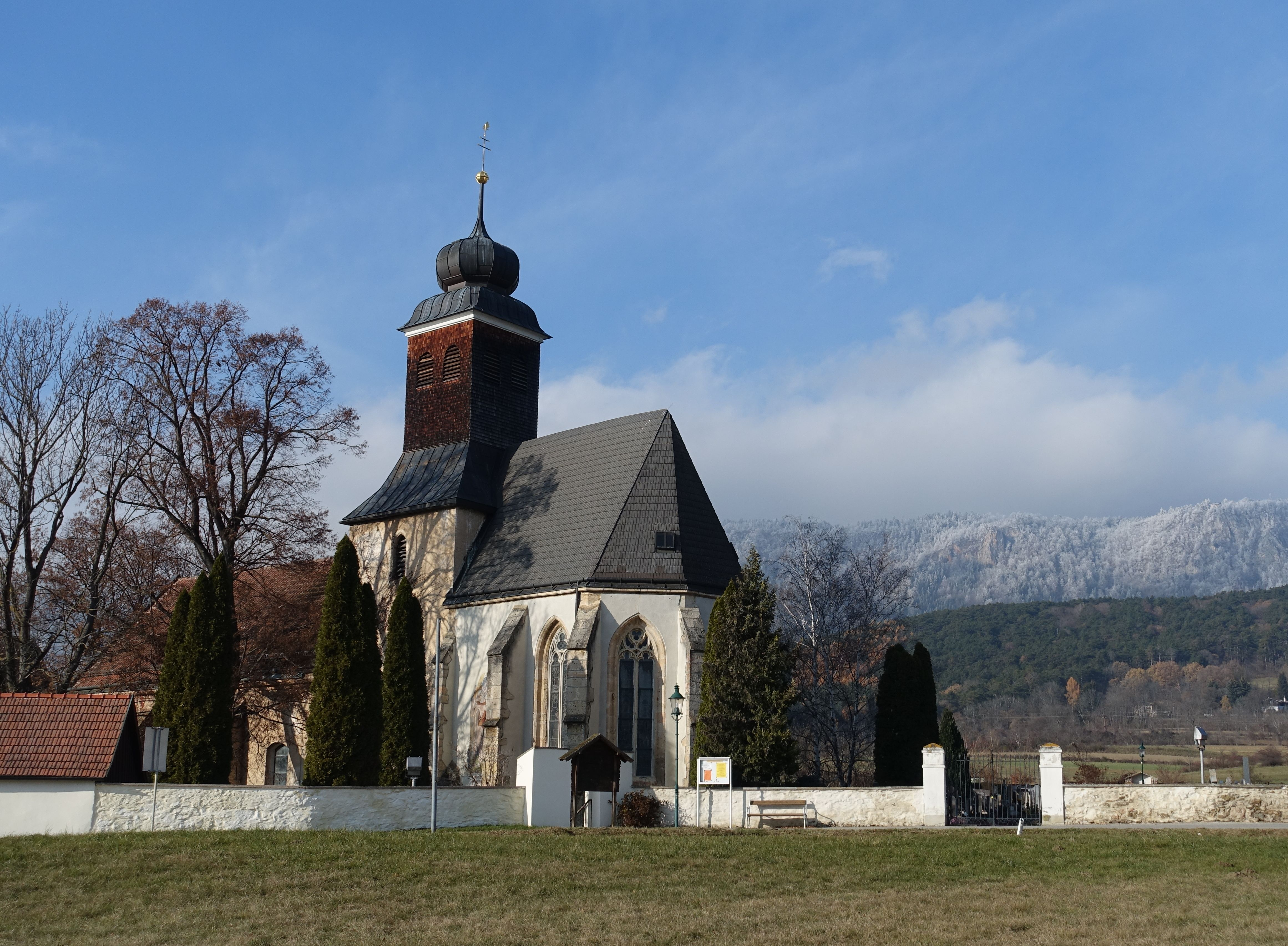
Südansicht der Pfarrkirche St. Peter im Moos mit der Hohen Wand im Hintergrund

Die römisch-katholische Pfarrkirche St. Peter im Moos, auch St. Peter am Moos bezeichnet, in dem niederösterreichischen Dorf Muthmannsdorf ist teilweise im romanisch-gotischen Stil errichtet, besitzt Fresken aus dem Mittelalter und befindet sich etwa einen halben Kilometer südwestlich des Ortszentrums.
Die Kirche steht unter dem Patrozinium der Heiligen Peter und Paul und gehört seit 1. September 2016 zum Dekanat Neunkirchen der Erzdiözese Wien. Davor war sie Teil des Dekanats Wiener Neustadt.

## Pfarre St. Peter

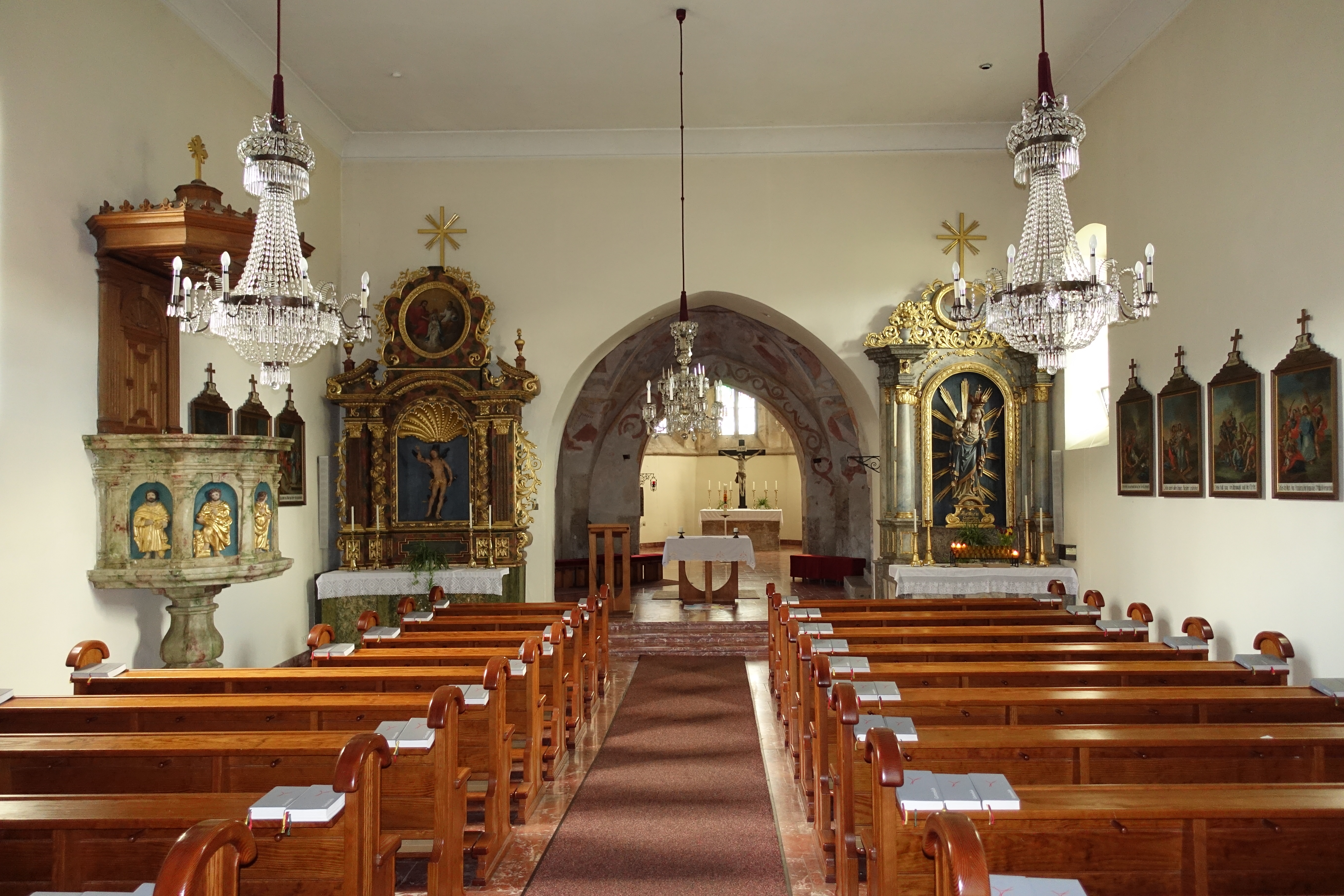
Innenraum mit gut erkennbarem Achsknick (geknickten Längsachsen von Langhaus und Chor)

Die Pfarrgründung ist urkundlich nicht eindeutig erfasst, jedoch 1220 wird die Pfarre erstmals urkundlich erwähnt. 1254 übergab Ottokar II. die Pfarre an den Bischof Ulrich I. von Seckau. Davor waren Muthmannsdorf und Maiersdorf im Besitz des Stiftes Rein. 1358 kam sie im Zuge eines Tausches an die Abtei Seckau. 1379 wird die Pfarrkirche Maiersdorf als Filialkirche von Muthmannsdorf genannt. 1662 verkaufte die Abtei die Pfarre mit dem Schloss Strelzhof an das Stift Neukloster in Wiener Neustadt. 1783 wurde Muthmannsdorf im Zuge der Josephinischen Reformen von Maiersdorf (Gemeinde Hohe Wand) getrennt und zur selbständigen Pfarre erhoben. Seit 1881, als die Vereinigung der Stifte Neukloster und Heiligenkreuz erfolgte, ist die Pfarre dem Stift Heiligenkreuz inkorporiert. Noch im späten 19. Jahrhundert gab es regelmäßige Wallfahrten aus dieser Pfarrgemeinde nach Unterhöflein in Erinnerung an die Pestepidemien und die Osmanenkriege.
Zur Pfarre gehören die Katastralgemeinden Muthmannsdorf und Emmerberg (Gemeinde Winzendorf-Muthmannsdorf) sowie die zur Gemeinde Hohe Wand gehörenden Katastralgemeinden Gaaden und Stollhof, in der sich die Filialkirche Maria, Königin des Friedens (1970 erbaut) befindet.

## Baugeschichte

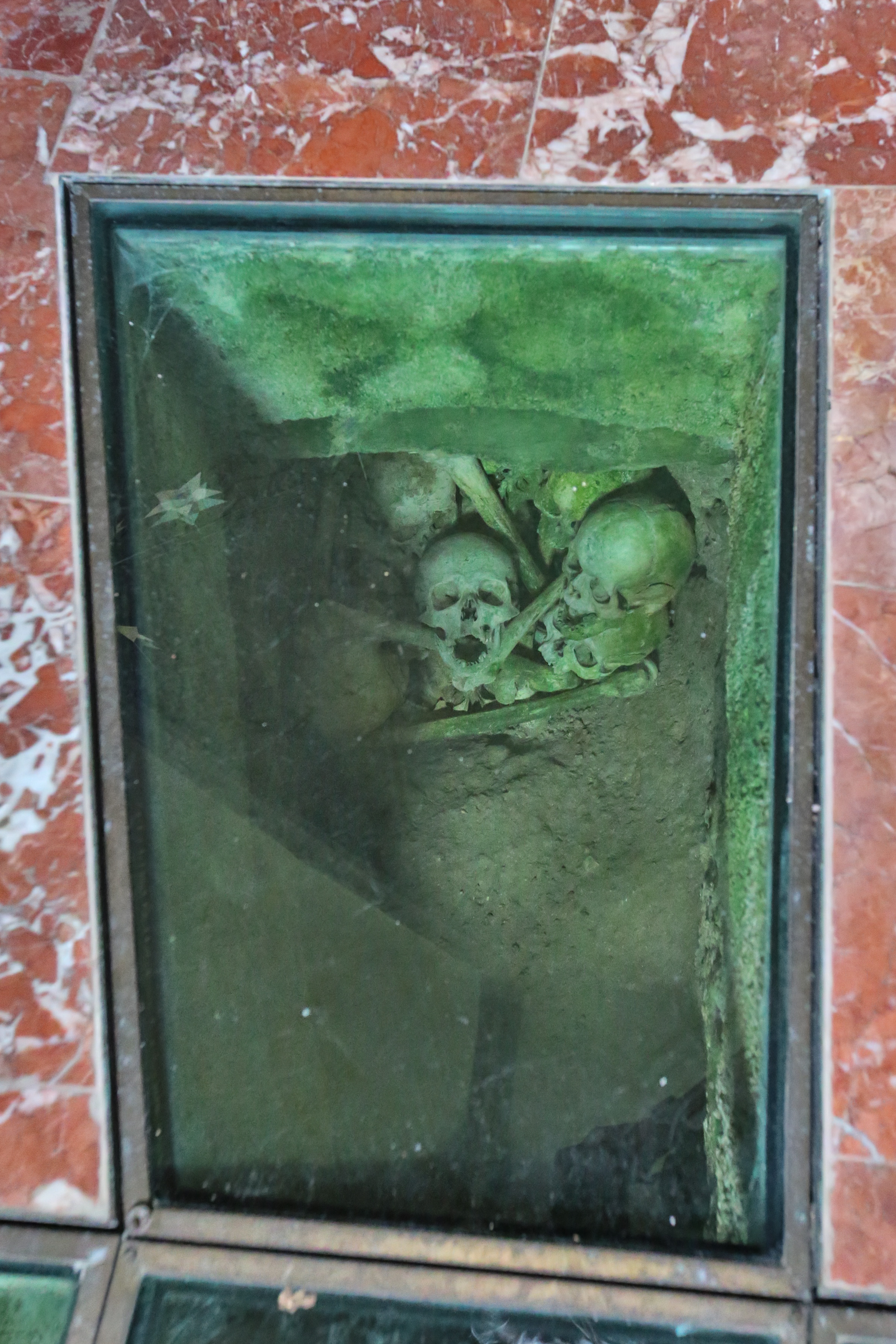
Sichtfenster im Boden (Engelsberger Marmor) auf die Quelle und Gebeine

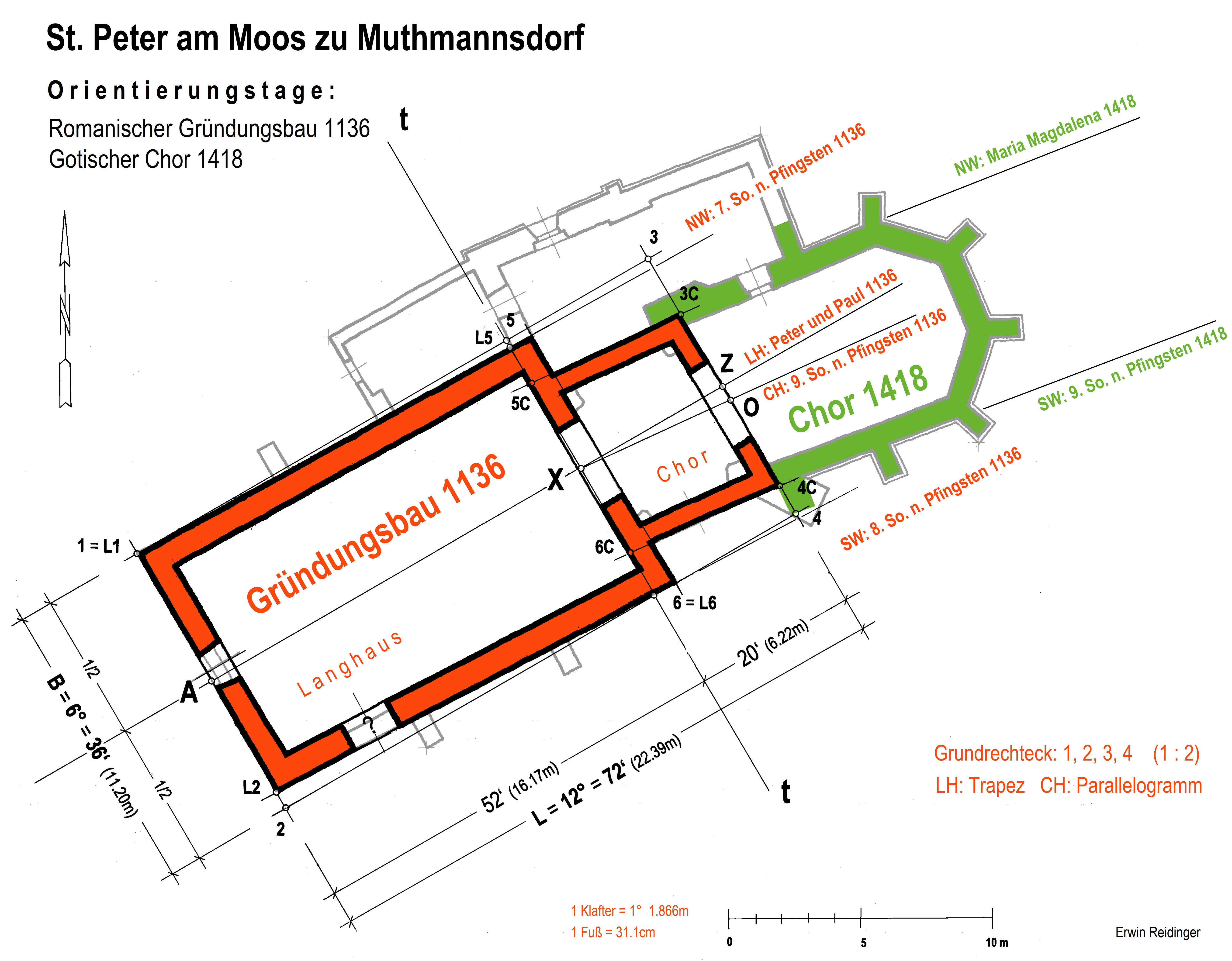
Grundriss der Pfarrkirche mit Orientierungstagen der Bauachsen und Mauerfluchten des romanischen Gründungsbaus (1136) und des gotischen Chores (1418)

Orientierungstage der Absteckung für den romanischen Gründungsbau (1136) und den gotischen Chor (1418)

Wahrscheinlich gab es an der Stelle der Kirche eine vorchristliche Kultstätte. In der Beicht- und Taufkapelle befindet sich ein Opferstein aus „heidnischer“ Zeit, heute das Taufbecken. Unter den Marmorplatten des Fußbodens gibt es einen 2,79 m breiten Steinkreis, der einst eine Überlaufquelle fasste und der ein keltisches Quellheiligtum gewesen sein könnte. Das Grundwasser liegt zeitweise nur 30 cm unter dem Boden und ist im Laufe der Jahrhunderte gestiegen. Am Niveau der Sitzbank der Priestersitznische ist erkennbar, dass das ursprüngliche Bodenniveau ca. 3/4 Meter tiefer gelegen ist. Der Großteil der Aufwände der Restaurierung von 1988 wurden für Drainage und Isolation aufgewendet. In späterer Zeit könnte es ein römisches Heiligtum oder ein Wachturm gewesen sein.
Der Sakralbau wurde im Wesentlichen in drei Bauabschnitten errichtet. Der quadratische Turm, dessen Grundriss ein wenig zu einem Parallelogramm verschoben ist, wurde als romanischer Chor 1136 erbaut. Der heutige Turm wurde später aufgesetzt. Dieser dreigeschoßige Chorturm besitzt seit 1723 ein hölzernes Glockengeschoß mit Zwiebelturm. Das Erdgeschoß dient heute als Volksaltarraum. Der angebaute gotische Chor wurde 1418 in der Achse des romanischen Chores angelegt, aber die Wände neuerlich orientiert. Die Fluchten liegen daher nicht parallel, da der Chor aus einem regelmäßigen 8-Eck entwickelt wurde.
Die genaue Vermessung der Kirchenachse zeigte einen Achsknick, wobei sich die Achse des Langhauses auf den Sonnenaufgang am Festtag Peter und Paul (29. Juni) ausrichtet, während sich der Chor am 9. Sonntag nach Pfingsten (19. Juli) des Jahres 1136 orientiert.
Das ostseitige Presbyterium, einjochig und mit 5/8-Schluss, stammt aus der gotischen Bauepoche (Dachstuhl dendrochronologisch datiert mit 1490). Das schlichte Langhaus stammt aus der Barockzeit und ist etwa zu rund zwei Drittel über den Fundamenten eines romanischen Vorgängerbaues errichtet. Eine Besonderheit dieser Kirche ist, dass der optische Schwerpunkt auf den beiden Seitenaltären liegt. Im Unterschied zu anderen barockisierten Kirchen fehlt ein prächtiger Hauptaltar.
An der rechten Seite des Langschiffes, teilweise mit einem romanischen Fundament, steht eine steinerne Barockkanzel mit Statuen der vier Evangelisten. Vor der Vergrößerung des Turmbogens war die Kanzel links im Turmuntergeschoß.
Nordseitig an den Turm ist die Karnerkapelle, auch Beicht- und Taufkapelle bezeichnet, angebaut, die ursprünglich romanisch war und um 1437 gotisch umgebaut wurde. Die Abschlusssteine können nicht datiert werden. Einer stellt das Gesicht einer jungen Frau dar, die von den Zinnen einer Burg lächelt – möglicherweise eine Herrin auf der nahen Emmerburg. Unterhalb der Kapelle befindet sich ein frühgotisches Ossarium, das über ein Bodenfenster einsichtbar ist. Hier liegen Gebeine des ehemaligen Friedhofs, der rund um die Kirche angelegt war. Trotz aller Bemühungen dringt hier Grundwasser ein. „Nach der Schneeschmelze verschwinden die Totenköpfe unter einem trüben Wasserspiegel.“
1937/1939 erfolgte eine Renovierung der Kirche. Dabei entdeckte man die Fresken im Kirchturm. Bei der Restaurierung im Kriegsjahr 1940 wurde der Boden mit Platten aus Engelsberger Marmor – der Steinbruch liegt auf Gemeindegebiet – gepflastert und die Kirchenfenster erneuert.
1985/1989 erfolgten eine Restaurierung und Grabungen an der Kirche. Bei dieser Restaurierung wurden auch die Kirchenbänke und der Volksaltar mit dem Ambo neu angeschafft sowie der Fußboden erneuert.
An der Außenmauer des Chors ist ein römischer Grabstein (1999 restauriert) eingemauert, der auf der Zweierwiese (Malleiten) in der Neuen Welt gefunden wurde. Seine Inschrift von 178 n. Chr. besagt, dass der römische Stadtrat M. Ulpius Verus von Carnuntum und seine Frau Lucilla den Stein für ihren fünfjährigen Sohn Ulpianus gestiftet haben.
Einige alte Grabsteine und figurale Elemente stammen aus einem besonders widerstandsfähigen Kalkstein aus einem Steinbruch in der Nähe von Fischau am Steinfelde.

## Malerei | Älteste Fresken der Diözese Wien

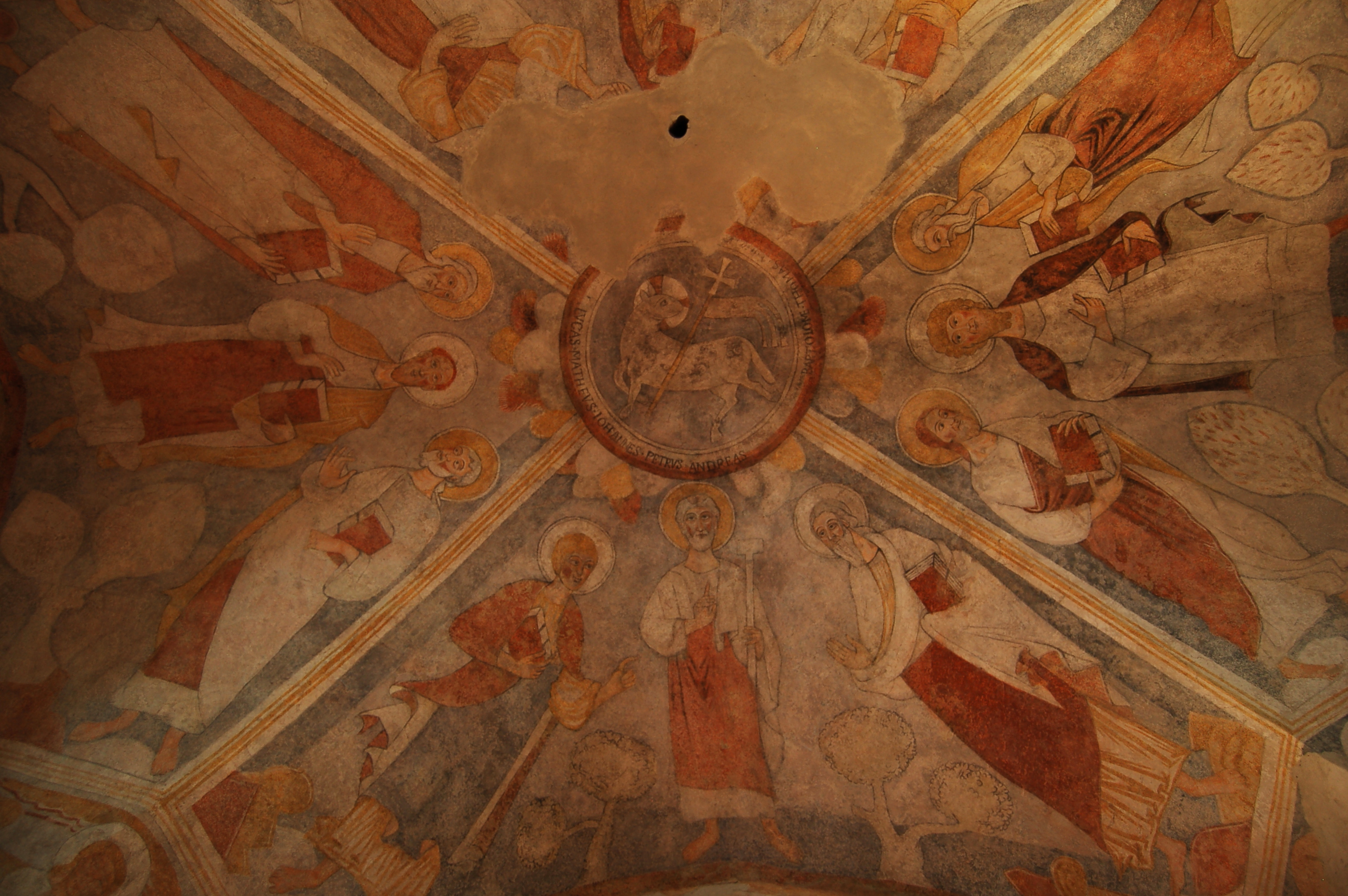
Die Fresken im Gewölbe des Chorquadrats

Die mittelalterliche Wandmalerei im Chorquadrat stammt aus der Mitte des 13. Jahrhunderts; sie wurde 1939 entdeckt und freigelegt. Den Mittelpunkt der Fresken bildet das Lamm Gottes und davon ausgehend sind die zwölf Apostel in vier Dreiergruppen dargestellt. An den Gewölbefüßen befinden sich die vier Evangelistensymbole Mensch (Matthäus), Adler (Johannes), Stier (Lukas) und Löwe (Markus) sowie im Torbogen Rauten und Medaillons mit den Köpfen von Bischöfen und Heiligen. Es sind die ältesten erhaltenen Fresken der Diözese Wien. Ob es sich um eine symbolische Darstellung der Himmelfahrt Christi oder des Pfingstfestes handelt, ist ungeklärt. Die stilistischen Merkmale lassen auf direkten Einfluss italo-byzantinischer Malerei schließen, wobei insbesondere die Löwendarstellung an San Marco in Venedig erinnert.
In der Karnerkapelle befinden sich Fresken aus dem Ende des 13. Jahrhunderts. Dargestellt sind im Eingangsbogen eine Martinszene und Bischöfe, im Gewölbe Engel und an der Nordwand vier Passionsszenen.
Die Glasmalerei im Langhaus wurde Anfang der 1940er Jahre von der 1. Tiroler Glasmalerei und Mosaikanstalt Innsbruck hergestellt, die des Chors um 1905 von dem Wiener Glasmaler A. Seipl.

## Einrichtung
Vom ehemaligen barocken Hochaltar, der 1900 abgetragen wurde, stammen die beiden Konsolenfiguren hl. Joachim und Anna, die zwischen den gotischen Fenstern im Presbyterium aufgestellt sind. Über dem Steinaltar hängt ein spätbarockes Kruzifix.
Der linke Seitenaltar ist mit 1667 datiert und zeigt in der zentralen Muschelnische den Pestheiligen Sebastian. Der rechte Seitenaltar ist ein barocker Säulenaltar um 1700 mit einer Kopie der „Muthmannsdorfer Madonna“. Das Original entstand um 1430, wurde 1968 gestohlen, konnte aber zurückgekauft werden. Die Skulptur befindet sich nun im Stift Heiligenkreuz. Über der Madonna zeigt ein Medaillon den hl. Dominikus, einen Verbreiter des Rosenkranz-Gebets.
Die Orgel wurde vom Kremser Orgelbauer Franz Capek (1860–1938) zu Beginn des 20. Jahrhunderts angefertigt und hat neun Register.

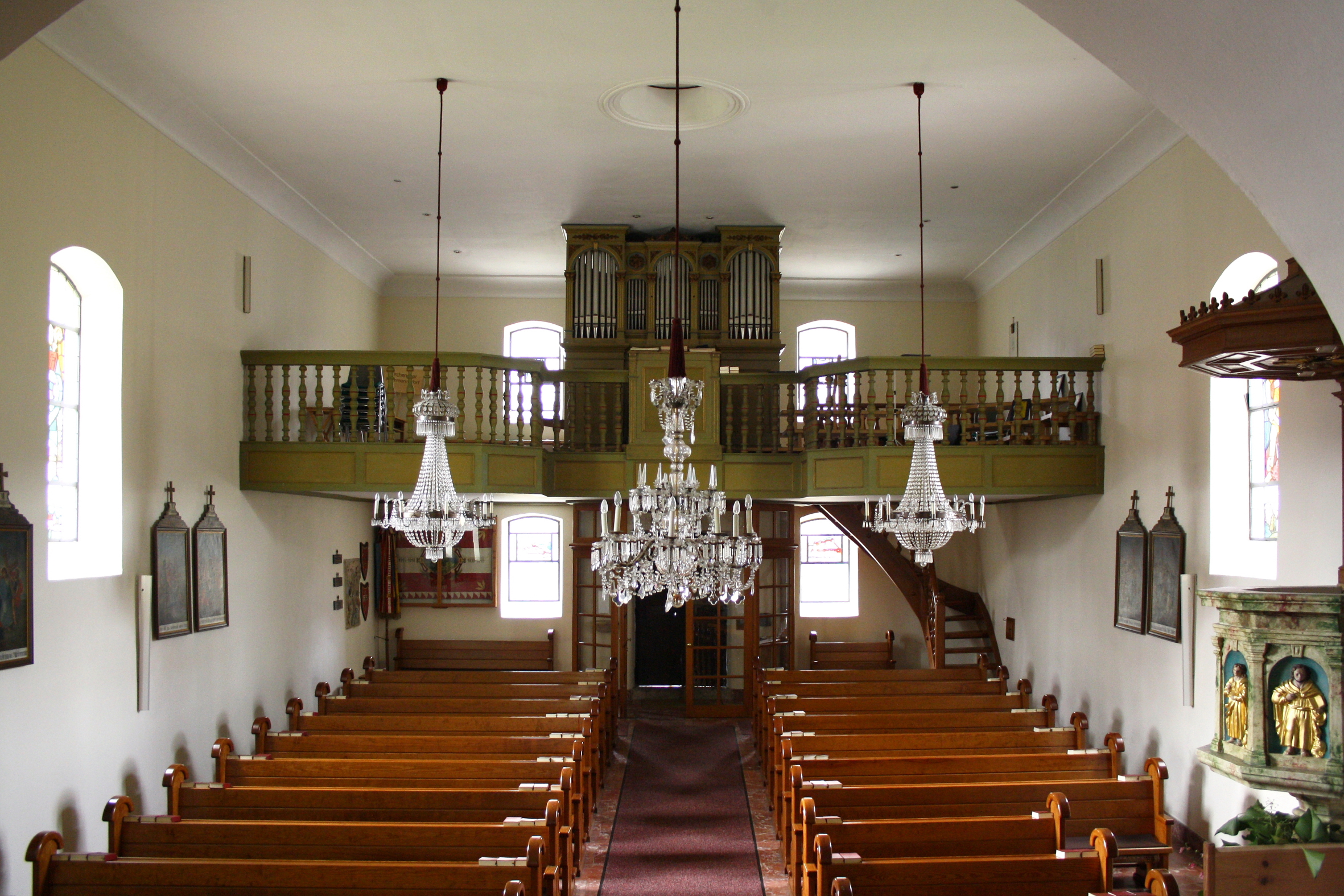
Innenansicht Richtung Empore
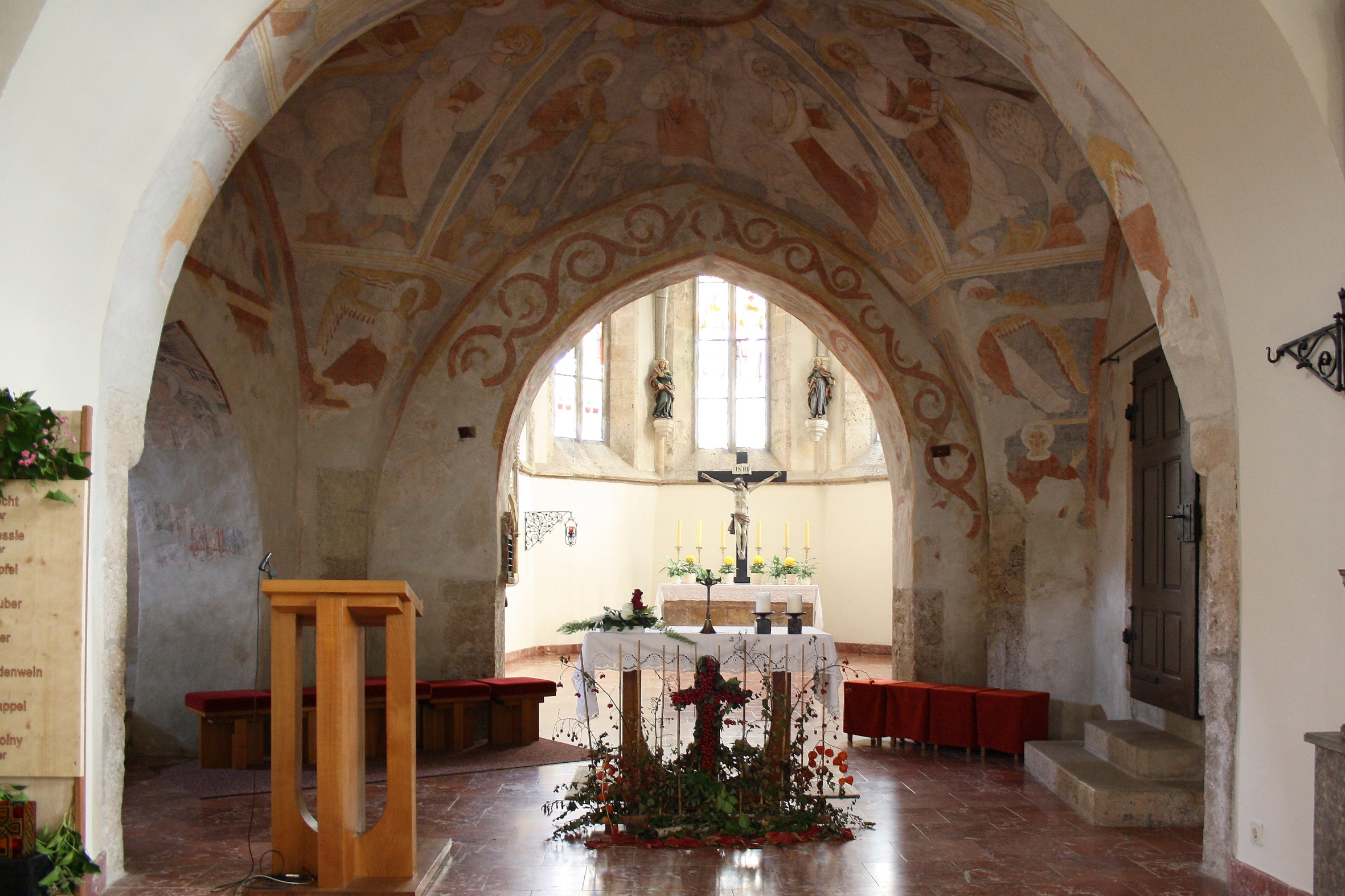
Die Fresken aus dem 13. Jahrhundert im Chorquadrat
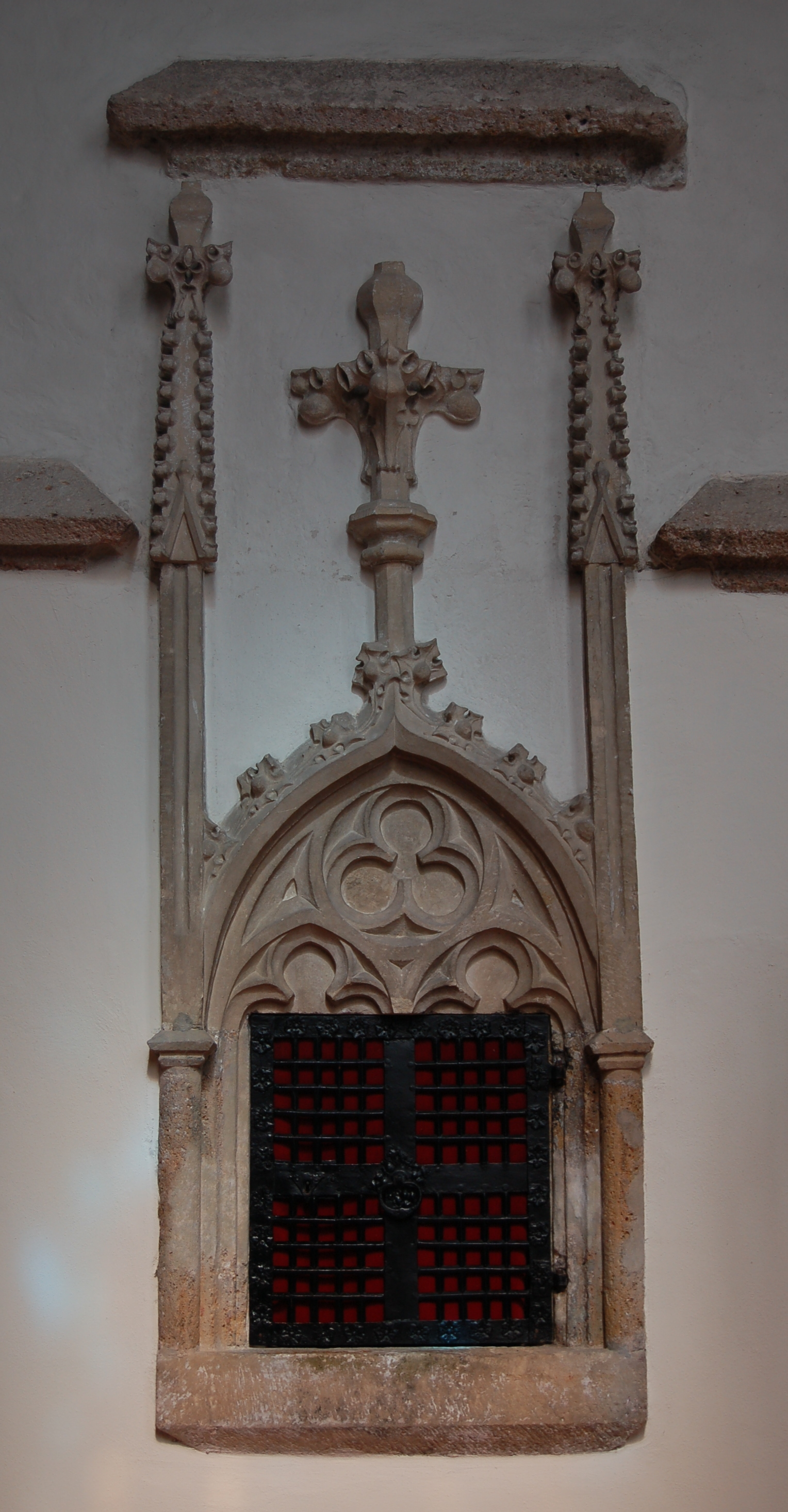
Die gotische Sakramentsnische im Presbyterium